# Carlos Leresche
Vous pouvez aider à l'améliorer ou bien discuter des problèmes sur sa page de discussion.
- Il ne cite pas suffisamment ses sources. Vous pouvez indiquer les passages à sourcer avec {{référence nécessaire}} ou {{Référence souhaitée}}, et inclure les références utiles en les liant aux notes de bas de page. (Marqué depuis mars 2015)
- Sa forme n’est pas encyclopédique et ressemble trop à un curriculum vitæ. Modifiez le texte pour aider à le transformer en article neutre. (Marqué depuis avril 2015)
- Il n’est pas rédigé dans un style encyclopédique. (Marqué depuis mars 2015)

- Archive Wikiwix
- Bing
- Cairn
- DuckDuckGo
- E. Universalis
- Gallica
- Google
- G. Books
- G. News
- G. Scholar
- Persée
- Qwant
- (zh) Baidu
- (ru) Yandex
- (wd) trouver des œuvres sur Wikidata

Carlos Leresche, né le 28 octobre 1935 à Barcelone et mort le 14 octobre 2023 à Levallois-Perret, est un auteur-compositeur franco-suisse. 

## Biographie
Carlos Leresche est né en 1935 à Barcelone d’un père suisse et d’une mère française.
C’est à Montpellier qu'il fait ses études et commence l'apprentissage de la musique. Il obtient le premier prix de flûte en 1955 et le premier prix d’excellence en 1956 du Conservatoire national de Montpellier tout en faisant son service militaire à Paris.
En 1960 et 1961 il obtient le premier prix de flûte et de musique de chambre du conservatoire national supérieur de musique de Paris, médaille d’histoire de la musique et de solfège.
En 1963, sous le parrainage du compositeur Georges Delerue et de l’auteur Michel Vaucaire, il entre à la SACEM comme auteur et compositeur dont il est sociétaire définitif depuis 1979.
De 1963 à 1995, il compose plus de 300 chansons avec certains des plus grands auteurs français et italiens pour Dalida, Michèle Torr, Hervé Vilard, Les Sunlights, Danyel Gérard, Anne Vanderlove, Patrick Bruel, Claude François, Herbert Pagani, Chris Baldo (Eurovision), Pollux du Manège enchanté avec les chansons culte Tournicoti, tournicotons, C'est moi Pollux et Le Retour d'Albator, en 1984.
En 1967, il devient directeur artistique chez Pathé-Marconi. Il réalise les disques de Tino Rossi, Georges Jouvin, Adamo, Anne-Marie Peysson, Henri Tisot, avec comme producteurs Alexandre Lagoya, Alain Marion, Pauline Carton, Mike Wade, Daniel Beretta, Le Manège enchanté.
En 1976, il travaille avec Georges Delerue qui lui offre sa première musique de film. Il compose ensuite la musique d’Anne jour après jour pour TF1 début d’une longue complicité avec la télévision et Bernard Toublanc-Michel dont il sera le compositeur attitré.
Il a travaillé avec plus de cinquante réalisateurs en cinquante années.
Il est également membre de jury du conservatoire de Liège et de l'école normale de musique de Paris.
Pendant de nombreuses années, il a continué à faire régulièrement des concerts avec son ami flûtiste Alain Marion entre autres avec le Ferenc Liszt Orchestra de Budapest et l'Orchestre de chambre d'Auvergne dirigé par Jean-Jacques Kantorow.
Avec ses amis Alain Marion et René Guitton, il a créé en 1992 le concours international Flûte d'or 92 à Puteaux-La Défense avec les stars mondiales de cet instrument.
On l'a aussi vu à la télévision jouant la partition de flûte de la chanson Il est cinq heures, Paris s'éveille avec Jacques Dutronc, en particulier pour Le Grand Échiquier de ce chanteur en 1981. c'est le grand flûtiste Roger Bourdin qui jouait dans l'original avec Jacques Dutronc.

## Distinctions
- chevalier des Arts et des Lettres en 2011 ;
- honoré par l'université G. D'Annunzio de Pescara (Italie) en 2006 ;
- médaille d'or de la ville de Puteaux en 1983 ;
- médaille de la S.A.C.E.M pour ses 50 années de présence en 2013 ;
- médaille d'Honneur de la ville de L'Haÿ-les-Roses 2018.

## Œuvres
(avril 2020).

### Musiques de films
- Les Espionnes du diable de Jean Bastia
- Marathon Fever d’Harvey Edward, Bronze Award à New York
- Et mourir de désir de Jean Bastia
- Les Petits Dessous des grands ensembles de Christian Chevreuse
- Pouwnder Hound d’Harvey Edwards, Grand prix du festival de New York
- Le Voyage d'Amélie de Daniel Duval
- Carnaval de Ronny Coutteure

### Téléfilms
- Le jet d’eau de Henri Polage
- Le grand jardin d’opium de Georges Rakoff
- La grotte aux loups de Bernard Toublanc-Michel
- La mort en sautoir de Pierre Goutas.
- La morte amoureuse de Peter Kassovitch
- Une femme résolue de Bernard Toublanc- Michel.
- Henri IV de Paul Planchon
- Le Rembrandt de Verrières de Pierre Goutas.
- Allons voir si la rose de Bernard Toublanc-Michel
- Le chemin de Saint Pancrace de Jean dasque
- La dernière cigarette de Bernard Toublanc-Michel
- Soldat rappelle-toi Réalisation de Pierre Granier-Deferre
- Simone ou l’autre vie de Marie Cardinal
- Le mystère de Saint-Chorlu de A. Wajda
- Cloué le bec de Jean Dasque
- Rouge Marine de Jean-Pierre Desagnat
- La Dame aux mille et une vie de Pierre Goutas
- Voyage au pays de Siam de Jean Leblond
- La chèvre d’or de Jean Dasque
- Les insomnies de M.Plude de Jean Dasque
- Le seul témoin de Jean-Pierre Desagnat
- Vincente de Bernard Toublanc- Michel
- Plus folle que reine de Bernard Toublanc-Michel
- Les Enfants de Cigalune  de Serge Danot
- Le baptême du feu de Bernard Toublanc-Michel

### Télévision
- Anne jour après jour de Bernard Toublanc-Michel.
- Le Mutant de Bernard Toublanc- Michel
- Les moyens du bord de Bernard Toublanc-Michel
- Le vérificateur de Pierre Goutas.
- La terre des mille colères de Maurice Kraft
- Mon ami Gaylord de Pierre Goutas
- Le bec de l’aigle de Pierre Goutas
- La Crêtoise de Jean-Pierre Desagnat
- Le secret des valincourt de Emmanuel Fonlladosa et J.P Darrousin
- La croix dans le cœur de Pierre Goutas
- Le scandale de Jean-Pierre Desagnat
- Les Descendants de Alexandre Tarta
- Patricia de Emmanuel Fonlladosa
- Docteur Martine Verdier de Bernard Toublanc- Michel
- Virginie s'en va de Pierre Goutas
- La ligne de conduite de Jean- Pierre Desagna
- Pomme à l'eau de Emmanuel Fonlladosa et Jacques Morel

#### Séries TF1
Il a participé à 295 séries et feuilletons dont notamment :
- Adjugé vendu
- Arrière toute
- Araignée mon amour
- A la vie à la mort
- Amour et Minitel
- Amour délices et orgues
- Ange avait un couteau
- Les Anges meurent aussi
- Art et la manière
- Au rendez vous des braves gars
- Au rendez-vous des amis
- Aventure est servie
- Besoin de repos
- Calme toi Camille
- Ce cher Frantz Chambre 3
- Chimère d'Amazonie
- Bon anniversaire ma vieille
- Bonjour le matin
- Brève histoire d’amour
- Baby Sitter blue
- Cauchemar
- Chute libre
- Ce cher Victor
- Cliente
- Clandestine
- Coeur à coeur
- Coco d’amour
- Passion
- chemin jusqu'à toi
- Espoir déçu
- Photos
- Du papier d'Arménie
- Le voyage de trop
- Grand Louis
- Le piège des sentiments
- Pour le meilleur et pour le pire
- Chambre 3
- Timide
- Le dimanche imaginaire
- Chute libre
- L'amour miracle
- Baby sitter blues
- Le crochet au cœur
- Le punching ball
- To victory
- Une fille formidable
- Arrière toute
- Des légendes et des hommes
- Le moment ou jamais
- Le rapt en dentelle
- Un Dieu pour les salauds

### Courts métrages
- Cigalère de Alain Lartigue
- Les réfugiés de Petsamo de Jean Dasque
- Concorde de Lafayette de Bob Swaïn
- Jules de Ferry de Bernard Toublanc de Michel
- Moto-Bacho-boulot de Bernard Toublanc-Michel
- Petit Pom de Thaïlande de Jean Leblond
- La cité des Anges de Jean Leblond
- Chatterie de Jean Leblond
- Les idoles de papier de Jean Leblond
- La nouvelle Cythère de Jean Leblond
- Le paradis perdu de Jean Leblond
- Petit Ubi de Bolivie de Jean Leblond
- Les châteaux des Ducs de Bretagne de Bernard Toublanc-Michel
- Oî et Ekk danseurs de Jean Leblond
- Pour faire un danseur de Jean Leblond
- La mémoire des murs de Jean Leblond
- Loî Kratong de Georges Rakoff
- La fête des Eléphants de Jean Leblond
- Le retour de Pownder hound de Harvey Edwards
- Locomotion royale de Jean Leblond
- La vie privée de Lord Torra chat de Jean Leblond
- Des yeux pour les autres de Jean Leblond
- Skiing for life de Harvey Edwards
- Singes sur scène de Jean Leblond
- Bon appètit de Jean Leblond
- Le vieux cidre Normand de Georges Rakoff
- Coco Perroquet de silom road de Jean Leblond
- Un million de cocotiers de Jean Leblond
- Esprit es-tu là de Jean Leblond
- 40.000 Crocodiles de Jean Leblond
- Fruits d’ailleurs de Jean Leblond
- Esprit es-tu là de Jean Leblond
- Les oiseaux aux mille couleurs de Jean Leblond
- Une nuit et un million de bougies de Jean Leblond
- Enfant des rues
- Ce monde étrange de Jean Leblond
- La vie privée de Lord Torra de Jean Leblond
- Une journée particulière
- Ce que nous mangeons de Jean-Pierre Coffe
- Un ciel signé Concorde
- Les curieux amis d'Omer

### Dessins animés
- La Bande à Ovide de Raymond Burlet
- Ovide zijn vriendjes
- Ovide and the gang
- Ovide video show
- Ovideo e companhia
- Ovide und seine Bande
- Banda Owidiusza
- Ovide och hans gäng
- Le manège enchanté de Serge Danot
- Les Enfants de Cigalune de Serge Danot
- Polochon de Raymond Burlet.
- Toi mon ami (Best friends) de Sheila Graber.
- Les Globulains de Christian Quinson.
- Bogus de Henri Xoneux.
- Lucas et Lucie de Trinka

### Publicités
- La truite de France- Manger de la truite- Benedicta-  le B.V.P (Bureau de Vérification de la publicité/Lion d'argent à Cannes)- Le Tourée de l'Aubier- Lux Palmolive-  Brandt eletronic-  Ciseau Fiskar-  - Van Houten truffe-Insee le recensement- Magasin Radar- Sagma Citroën- Le Vaudreuil ville nouvelle- Buitoni recette- La laitière et le bucheron- Itt Oceanic- Galettes Saint-Michel- Collective du café-  M & M.
- Marie Laforêt Lux- BVP-Drimo- Scalbert Dupont